# Route nationale 578b
La route nationale 578b ou RN 578b était une route nationale française reliant Vals-les-Bains à Pont-d'Ucel. À la suite de la réforme de 1972, elle a été déclassée en RD 578b.

## Ancien tracé de Vals-les-Bains à Pont-d'Ucel (D 578b)
- Vals-les-Bains
- Ucel
- Pont-d'Ucel, commune d'Ucel